# ヒルズボロ郡 (フロリダ州)
ヒルズボロ郡（英: Hillsborough County）は、アメリカ合衆国フロリダ州のフロリダ半島メキシコ湾岸に位置する郡である。人口は145万9762人（2020年）。郡庁所在地はタンパであり、同郡で人口最大の都市である。
ヒルズボロ郡はヘルナンド郡、ピネラス郡、パスコ郡と共に、タンパ・セントピーターズバーグ・クリアウォーター大都市圏を構成しており、またさらに南のマナティ郡とサラソータ郡、北のシトラス郡、東のポーク郡と共にタンパ湾地域と呼ばれることも多い。この大都市圏ではヒルズボロ郡が最大の郡であり、タンパ市が中核となり、フロリダ州でも第4の郡となっている。

## 歴史
ヒルズボロ郡は1834年1月25日に、アラチュア郡とモンロー郡の一部を合わせて設立された。郡名は1768年から1772年までイギリスの植民地担当大臣を務めていたヒルズボロ伯爵ウィルス・ヒルに因んで名付けられた。設立時の郡域には現在のシャーロット郡、デソト郡、ハーディ郡、マナティ郡、パスコ郡、ピネラス郡、ポーク郡、サラソータ郡が含まれていた。1911年にピネラス郡を設立するために郡西部を分離したのが、領域の重要な変更として最後になっている。

## 地理

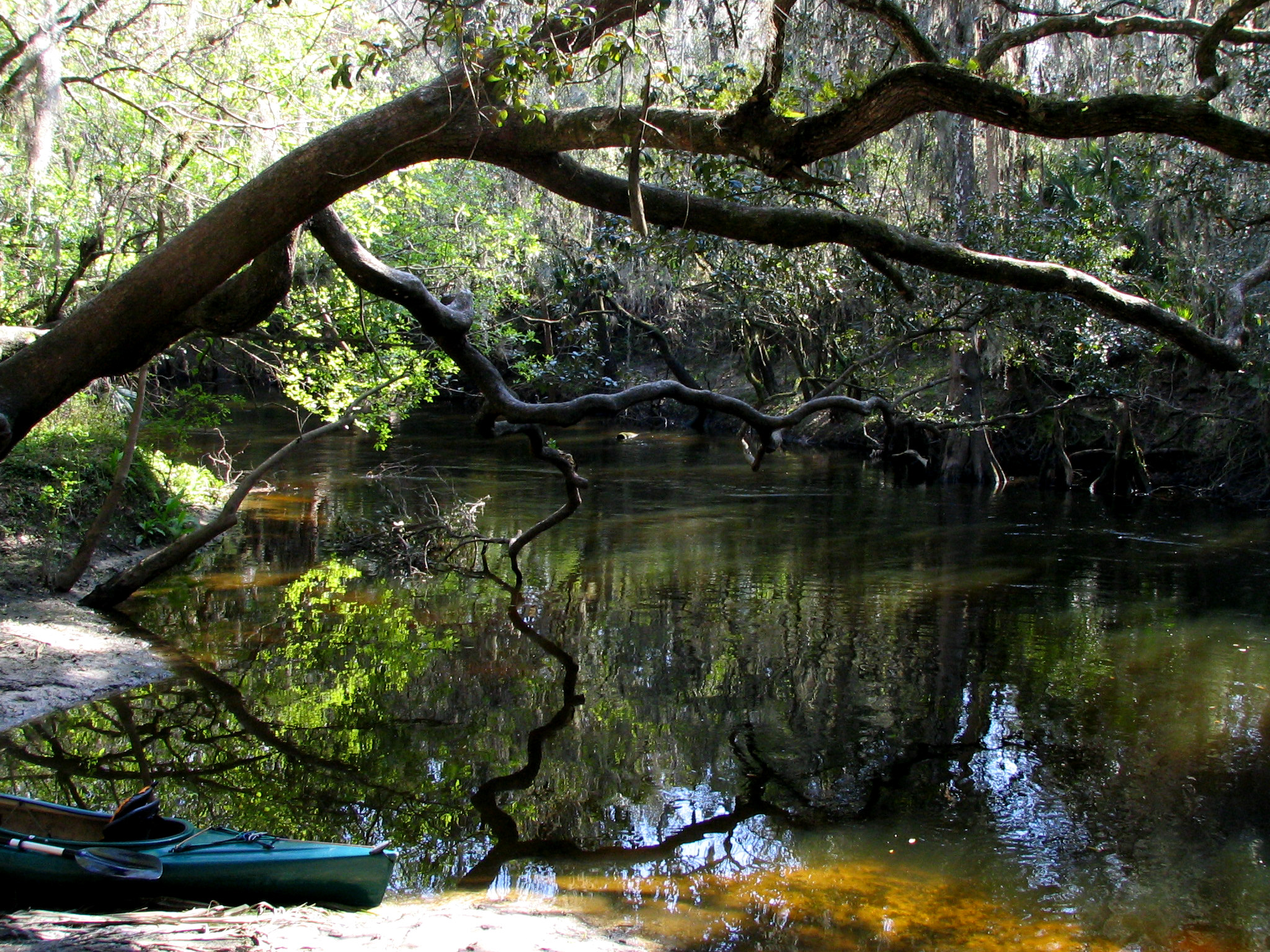
リチアスプリングスパーク近くのアラフィア川
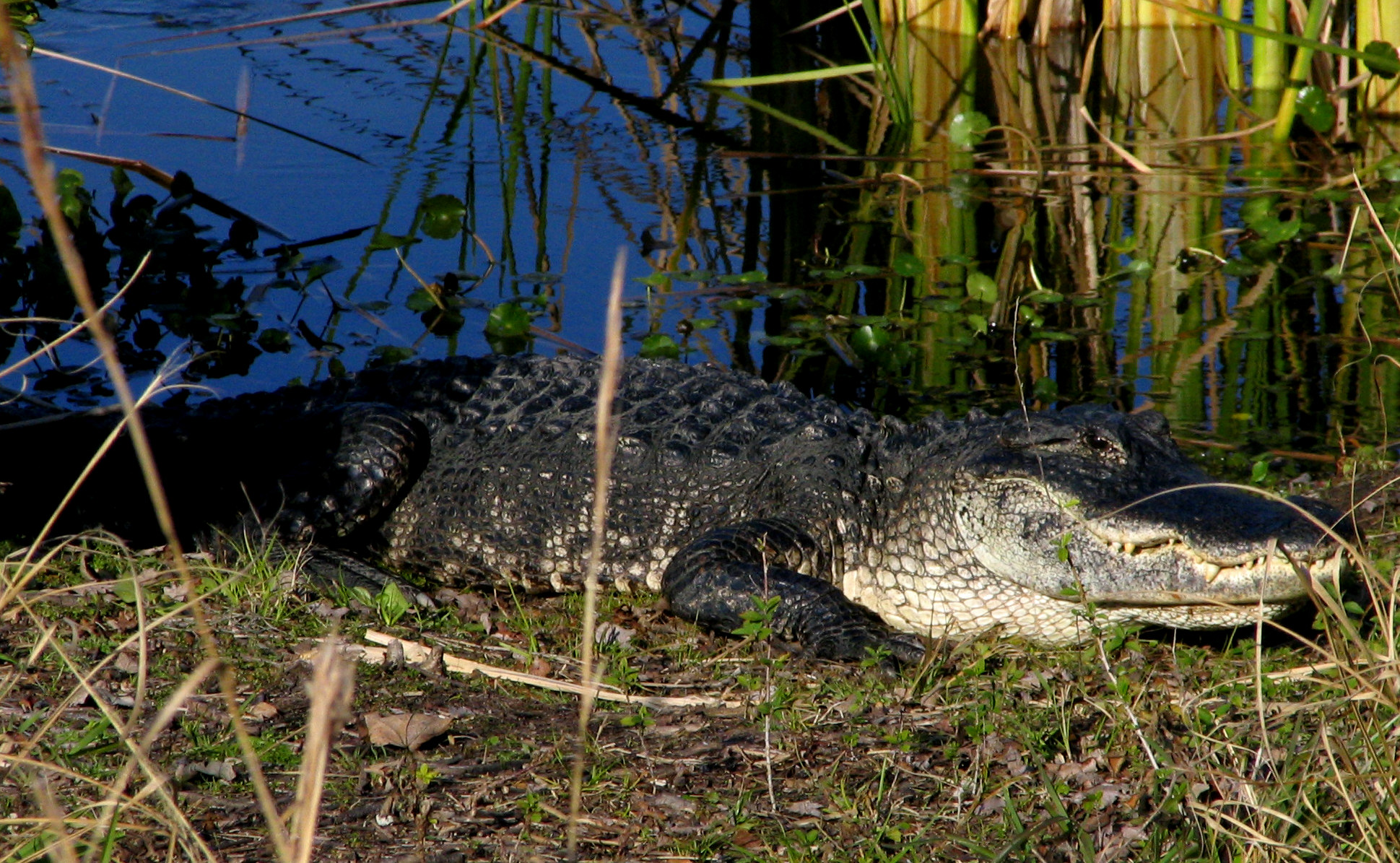
アラフィア川州立公園に生息するアリゲーター
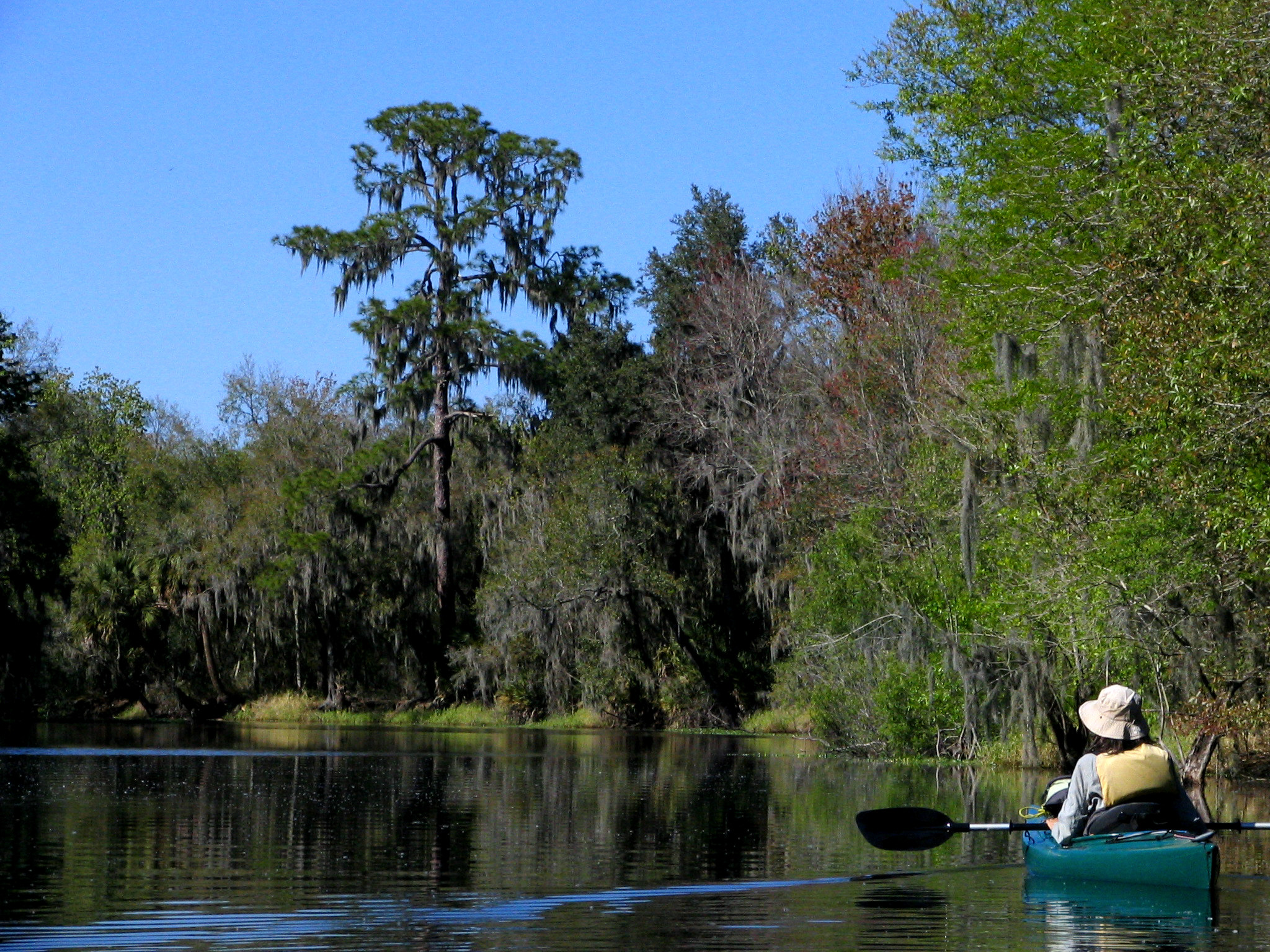
アラフィア川沿いのヒュラー湖
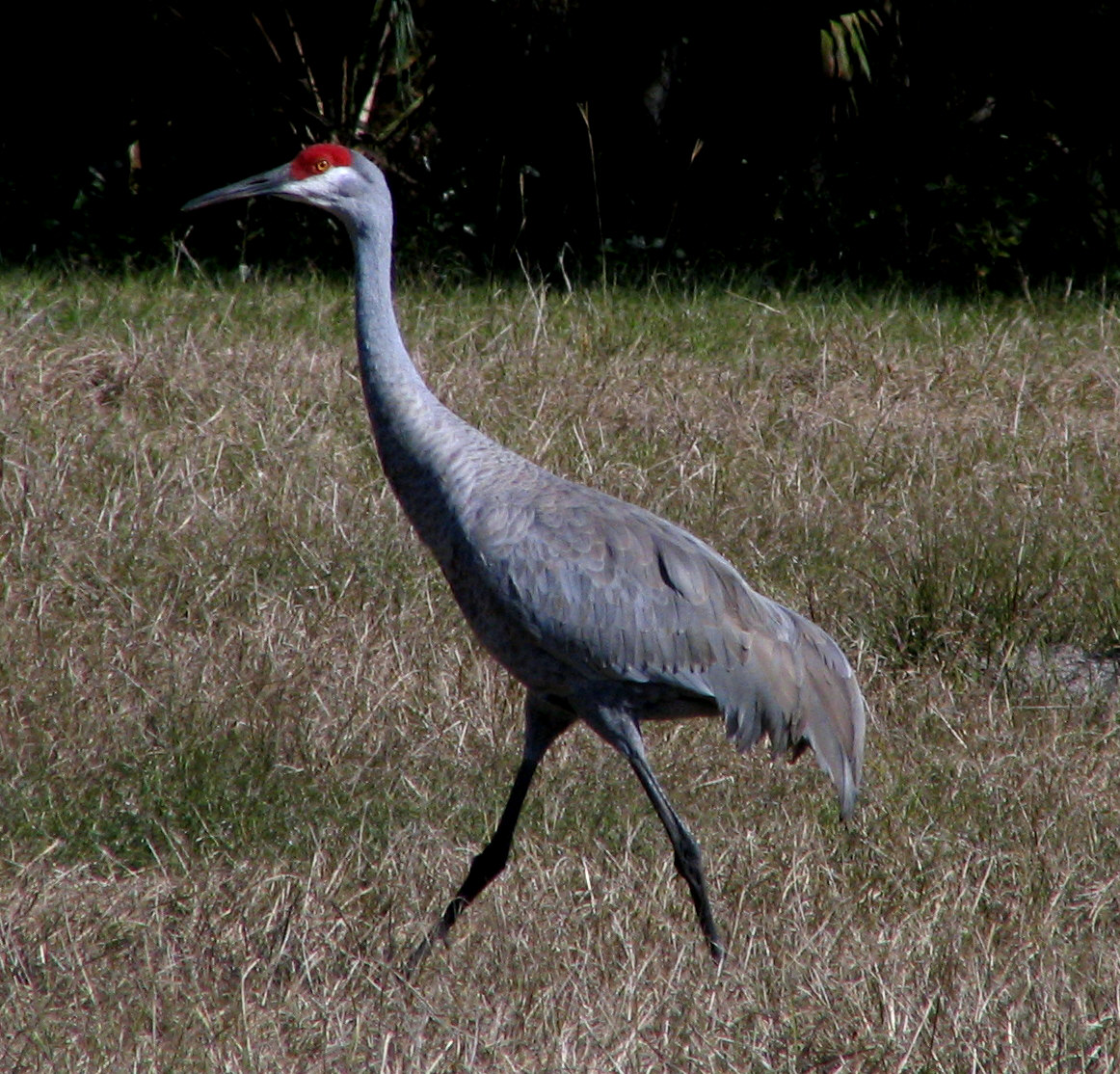
ヒルズボロ川州立公園のカナダヅル
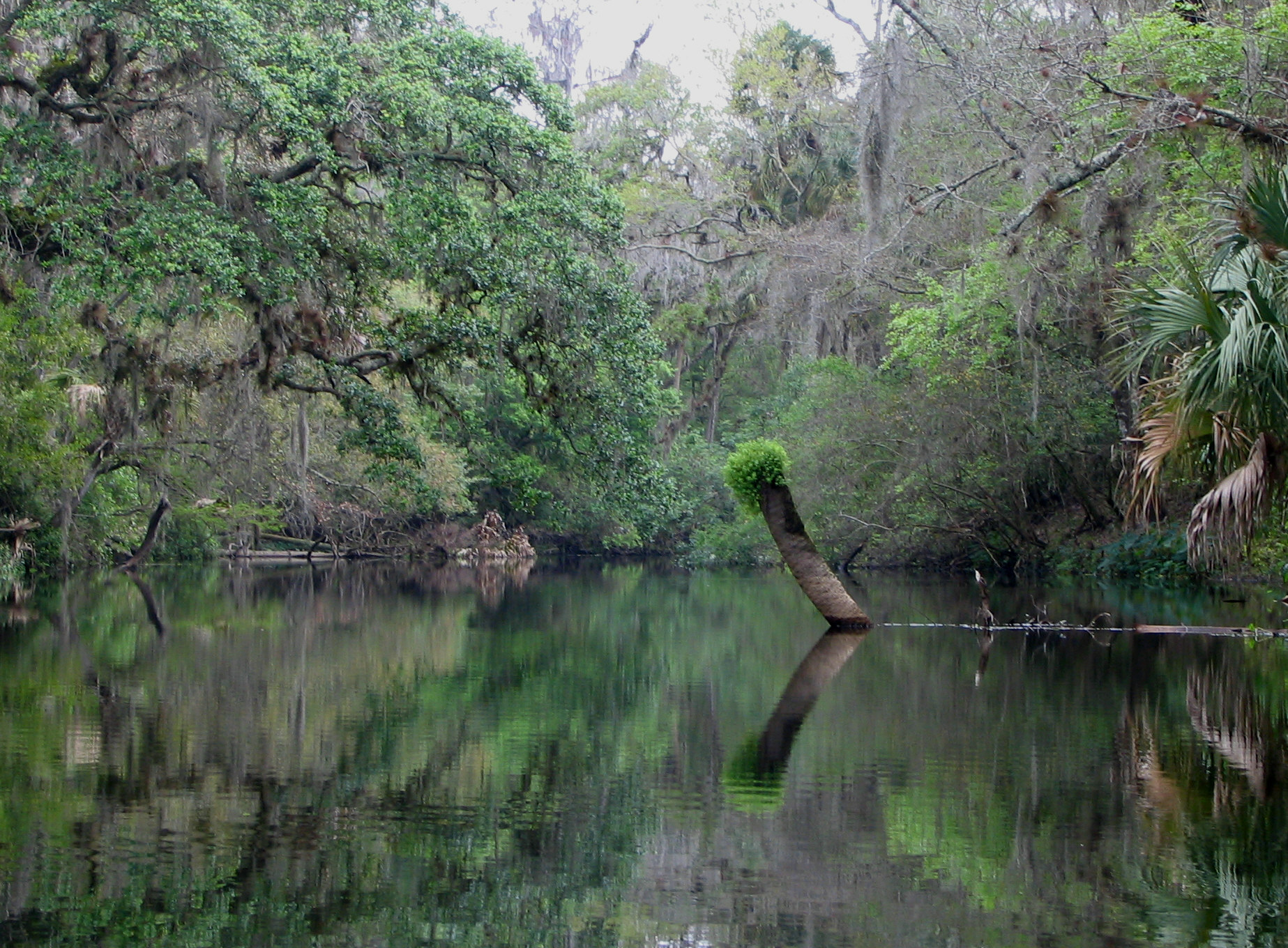
レタス湖公園近くのヒルズボロ川

アメリカ合衆国国勢調査局に拠れば、郡域全面積は1,266.22平方マイル (3,279.5 km2)であり、このうち陸地1,050.91平方マイル (2,721.8 km2)、水域は215.31平方マイル (557.7 km2)で水域率は17.00%である。タンパ湾の海岸線は約158.27マイル (254.71 km) ある。
郡内の未編入領域は約888平方マイル (2,300 km2) あり、総面積の84%以上である。法人化自治体の総面積は163平方マイル (420 km2) である。現在の領域はフロリダ半島西海岸の中央付近にある。
領域の一部が細い帯となってメキシコ湾まで伸びており、タンパ港航路となっている。このことで内陸の郡にはなっていない。ピネラス郡とマナティ郡を繋ぐサンシャイン・スカイウェイ橋の中央径間が郡内に入っており、タンパ湾入り口のエグモントキーも同様である。この細い帯によって事実上ピネラス郡とマナティ郡は接していないことになる。
郡内にはアラフィア川州立公園とヒルズボロ川州立公園、さらにC・W・ビル・ヤング地域貯水池がある。

### 交通

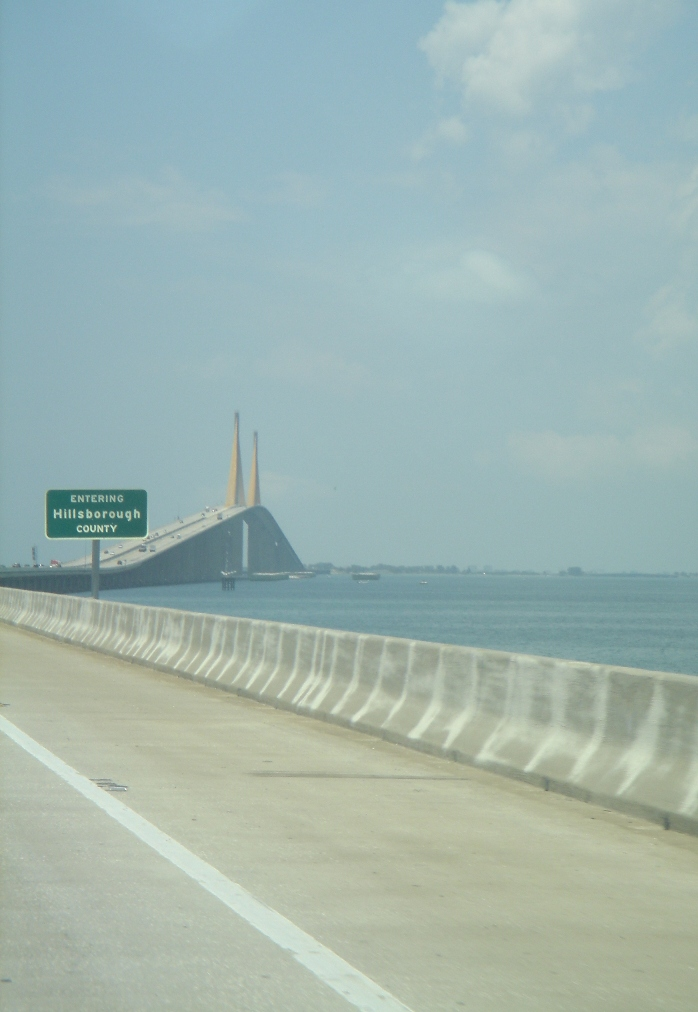
サンシャイン・スカイウェイ（州間高速道路275号線）、ピネラス郡とマナティ郡を繋いでいる。中央径間はヒルズボロ郡の管轄である

#### 主要高規格道路
| - 州間高速道路4号線 - 州間高速道路75号線 - 州間高速道路275号線 | - アメリカ国道41号線 - アメリカ国道92号線 - アメリカ国道301号線 | - フロリダ州道618号線 - フロリダ州道60号線 - フロリダ州道589号線 - フロリダ州道580号線 |

#### 空港
郡内の主要商業空港はタンパ国際空港である。その他の重要空港として、ブランドン近くのタンパ・エグゼキュティブ空港、タンパ市中心街に近いピーター・O・ナイト空港、プラントシティ近くのプラントシティ空港がある。

### 隣接する郡
- パスコ郡 - 北
- ポーク郡 - 東
- ハーディ郡 - 南東隅
- マナティ郡 - 南
- ピネラス郡 - 西

### 国立保護地域
- エグモント・キー国立野生生物保護区

## 人口動態
以下は2000年国勢調査による人口統計データである。
| 基礎データ - 人口: 998,948人（国内第32位） - 世帯数: 391,357 世帯 - 家族数: 255,164 家族 - 人口密度: 367人/km2（951人/mi2） - 住居数: 425,962軒 - 住居密度: 156軒/km2（405軒/mi2） 人種別人口構成 - 白人: 75.17% - アフリカン・アメリカン: 14.96% - ネイティブ・アメリカン: 0.39% - アジア人: 2.20% - 太平洋諸島系: 0.07% - その他の人種: 4.66% - 混血: 2.56% - ヒスパニック・ラテン系: 17.99% 年齢別人口構成 - 18歳未満: 25.3% - 18-24歳: 9.3% - 25-44歳: 31.7% - 45-64歳: 21.7% - 65歳以上: 12.0% - 年齢の中央値: 35歳 - 性比（女性100人あたり男性の人口） - 総人口: 95.8 - 18歳以上: 92.7 | 世帯と家族（対世帯数） - 18歳未満の子供がいる: 31.4% - 結婚・同居している夫婦: 47.7% - 未婚・離婚・死別女性が世帯主: 13.2% - 非家族世帯: 34.8% - 単身世帯: 26.9% - 65歳以上の老人1人暮らし: 8.1% - 平均構成人数 - 世帯: 2.51人 - 家族: 3.07人 収入と家計 - 収入の中央値 - 世帯: 40,663米ドル - 家族: 48,223米ドル - 性別 - 男性: 34,111米ドル - 女性: 26,962米ドル - 人口1人あたり収入: 21,812米ドル - 貧困線以下 - 対人口: 12.5% - 対家族数: 9.1% - 18歳未満: 17.2% - 65歳以上: 10.0% |

出典: U.S. Census

## 都市と町

### 法人化自治体

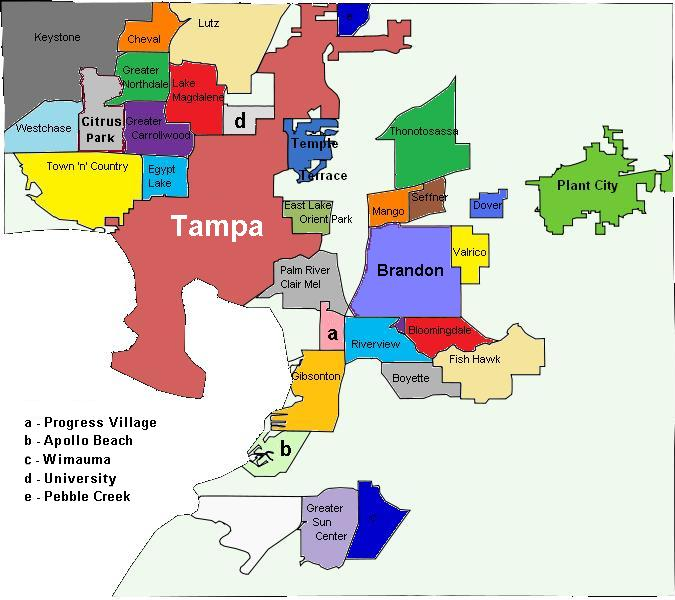
ヒルズボロ郡の法人化自治体と国勢調査指定地域、都市番号は左のリストに対応

郡内の法人化自治体は下記3都市のみであり、すべて州法にしたがってチャーターされている。
1. City of プラントシティ
2. City of タンパ市 - 郡庁所在地
3. City of テンプルテラス

### 国勢調査指定地域
ヒルズボロ郡は人口が多いものの、郡域の大半は未編入領域であり、直接郡政府の管轄下に置かれている。その多くは国勢調査指定地域となっているが、全てではない。市政府が無いので、住民が行政サービスの質について請願を行うときは、郡政委員に対して行う必要がある。人口が10万人を超えるブランドンの他、人口1万人以上の国勢調査指定地域も多い。
| - アポロビーチ - バーム - ブルーミンデール - ブランドン - キャロルウッド - シュバル - シトラスパーク - ドーバー - イーストレイク・オリエントパーク - イージプトレイク・レト - フィッシュホーク - ギブソントン | - キーストン - レイクマグダリーン - ルッツ - マンゴー - ノースデール - パームリバー・クレアメル - ペブルクリーク - プログレスビレッジ - リバービュー | - ラスキン - セフナー - サンシティセンター - ソノトサッサ - タウンヌカントリー - ユニバーシティ - バルリコ - ウェストチェイス - ウィモーマ |

### 未編入の町
| - アダムズビル - アンティオック - ボイエット - キャロルウッドビレッジ - デルリオ - イーストレイク - イーストタンパ - イージプトレイク - フォートロンサム | - ガルフシティ - ホープウェル - キーズビル - ナイツ - レイクファーン - レト - リチア - ノワットニー | - オリエントパーク - パームリバー - ロッキークリーク - セフナーヒルズ - サンシティ - スウィートウォータークリーク - トラップネル - ターキークリーク |

## 政治
ヒルズボロ郡は過去40年間のアメリカ合衆国大統領選挙ではほとんど共和党候補を支持してきた。しかし、2008年ではバラク・オバマが7ポイント差で郡を制した。これは1996年にビル・クリントンが制して以来のことだった。オバマは2012年にもほぼ同じ得票率差で共和党候補のミット・ロムニーを制した。
ヒルズボロ郡の自治憲章は1983年9月に行われた郡民投票で承認され、この新憲章の下で最初の郡政委員は198年5月28日に就任した。
この自治憲章では郡政府を立法府と行政府に権限を分けている。郡政委員会が立法府であり条例、決議、動議という形で政策全般を設定する。
郡政府の行政権限は、郡政委員会から指名され、憲章によって郡政委員会の権限を誠実に実行することが求められる郡管理官に与えられている。郡管理官が雇用する郡検察官は、郡政委員会の助言と同意によって決められることが憲章に定められている。憲章には憲章審査委員会も規定されており、これは郡政委員会が5年毎に指名して郡政府のあり方を検討し、憲章の修正を提案することが求められる。これら修正条項は有権者の承認を得なければならない。2002年11月に郡内部実績監査官を政体に加えるという修正が認められた。この役人は郡政委員会に直接報告する事になっている。
郡政委員は7人いる。4人は小選挙区から各1人が選ばれ、3人は郡全体を選挙区として選ばれている。委員会は郡の運営予算と資本改善計画を承認する。郡の改善と住民の福祉に関する計画では行動を行うこともある。
1984年5月に執行された憲章条例の下で、郡政委員会は郡管理の政策を立案することで、郡政府の立法機能を果たすことになっている。委員会に指名される専門家である郡管理官と管理スタッフはこれら政策を実行する責任がある。
委員会は環境保護委員会としても機能している。個々の委員は、ヒルズボロ地域交通公社、タンパ湾地域計画委員会、タンパ湾上水管理委員会、航空公社、高規格道路公社、スポーツ公社、港湾公社、芸術委員会、児童委員会、都市圏計画機構、行政委員会など他の委員会や組織でも委員を務めている。
ヒルズボロ郡はフロリダ州の定める消費税率6%に加えて、1%の独自裁量税率を加算して徴収している。高額の買い物について最初の5,000ドルについてのみ徴収されている。
雑誌「タイム」がヒルズボロ郡を選挙における重点監視郡の1つに挙げた。2012年のオバマは53%対46%という予想外の大差で郡を制した。

## 経済
スウィトベイ・スーパーマーケッツがタンパ市に近い未編入領域に本社を置いている。

## 教育
郡内の公共教育はヒルズボロ郡公共教育学区が管轄している。この学区は国内第8位の規模があり、小学校133校、中学校42校、高校25校など合計206の教育施設がある。25の高校のうち12校は、雑誌「ニューズウィーク」のアメリカのベスト高校リストに挙げられている。2007年から2008年の教育年度における就学児童生徒数は191,219人だった。

## 消防活動
ヒルズボロ郡ファイアー・レスキューが郡内未編入領域を管轄している。消防活動は1950年代に約1ダースの緩やかに連携した町内会的組織による消防団として始まった。常駐消防担当者が雇用されたの1973年だった。現在は隊員と支援職員を会わせて898人が雇用され、消防救急医療対応を行っている。1997年からは郡ファイアー・レスキューと救急医療隊が統合されている。自然災害などに対応する緊急管理部門もこの中に含まれている。

## 警察組織
郡内には幾つかの警察組織がある。ヒルズボロ郡保安官事務所はタンパ市イボールシティ地区に本部を置き、郡内未編入領域を管轄し、2つの監獄の運営、第13巡回裁判所の安全保障を担当している。法人化自治体3都市にはそれぞれ警察署がある。タンパ国際空港と南フロリダ大学にも警察部門がある。

### 政府関連
- Hillsborough County Government / Board of County Commissioners
- Hillsborough County Clerk of Court Public Records
- Hillsborough County Property Appraiser
- Hillsborough County Sheriff's Office
- Hillsborough County Supervisor of Elections
- Hillsborough County Tax Collector
- Hillsborough County City-County Planning Commission
- Hillsborough County Emergency Management
- Hillsborough County Fire Rescue
- Hillsborough County City-County Planning Commission

### 特殊地区
- School District of Hillsborough County
- Southwest Florida Water Management District

### 司法関連
- 13th Judicial Circuit, Tampa, Florida
- Clerk of the Circuit Court, Hillsborough County
- Public Defender for the 13th Judicial Circuit
- Office of the State Attorney, 13th Judicial Circuit

### 観光
- Tampa Bay Convention and Visitors' Bureau

### その他
- Main Web site

座標: 北緯27度55分 西経82度21分 / 北緯27.91度 西経82.35度